# Малые Загайцы
Малые Загайцы (укр. Малі Загайці) — село в Великодедеркальской сельской общине Кременецкого района Тернопольской области Украины.
До 2020 года входило в Шумский район.
Почтовый индекс — 47153. Телефонный код — 3558.
В селе находится основанный в 1626 году Загаецкий Иоанновский монастырь.

## Население
Население по переписи 2001 года составляло 279 человек.

### Языковой состав
Родной язык населения по данным переписи 2001 года:
| Язык       | Численность, чел. | Доля     |
| ---------- | ----------------- | -------- |
| Украинский | 277               | 99,28 %  |
| Другое     | 2                 | 0,72 %   |
| Итого      | 279               | 100,00 % |